# Нильсен, Йёрген
Йёрген Ни́льсен (фар. Jørgen Nielsen; род. 30 ноября 2003 года в Рунавуйке, Фарерские острова) — фарерский футболист, нападающий клуба «Викингур».

## Клубная карьера
Йёрген — воспитанник рунавуйкского футбола. Он дебютировал за родной «НСИ» 19 сентября 2020 года в матче чемпионата Фарерских островов против клуба «ЭБ/Стреймур», заменив Кляминта Ольсена на 86-й минуте встречи. Всего в своём первом сезоне на взрослом уровне форвард провёл 3 игры. 2 мая 2021 года Йёрген забил первый мяч в карьере, поразив ворота «ТБ». Сезон-2022 начался для Йёргена очень продуктивно: в первых двух матчах чемпионата он забил 2 гола. В третьем туре форвард был удалён за жёсткую стычку с игроком «Б68» Боаруром Йенсеном. Сразу после этой игры было объявлено о том, что Нильсен на 2 месяца был арендован шведским клубом «Эстер». Арендный договор включал пункт о возможности покупки игрока после её окончания. В июне Йёрген вернулся в «НСИ» и доиграл в нём остаток сезона-2022: в 12 матчах он отметился 3 забитыми мячами.
В ноябре 2022 года Йёрген перебрался в тофтирский «Б68», заключив с этим клубом двухлетнее соглашение. Дебют молодого таланта за новый клуб состоялся 2 апреля 2023 года в матче премьер-лиги против «07 Вестур». Всего в стане тофтирцев форвард отыграл 25 встреч чемпионата Фарерских островов, отличившись в них 4 раза. В следующем году Йёрген перебрался в «Викингур». Он забил 8 голов в 17 встречах первенства архипелага сезона-2024, тем самым внеся свой вклад в завоёванное «викингами» чемпионство.

## Международная карьера
В 2017—2021 годах Йёрген представлял Фарерские острова на юношеском уровне, в общей сложности сыграв в 16 матчах и забив в них 2 гола. 24 марта 2022 года он дебютировал за молодёжную сборную Фарерских островов, заменив Стеффана Лёчина на 60-й минуте встречи с французами. 7 июня Йёрген стал автором гола, принёсшего фарерской «молодёжке» ничью в поединке со сборной Сербии.

## Достижения
«Викингур»
- Чемпион Фарерских островов (1): 2024